# James Domville
James Domville (29 novembre 1842 - 30 juillet 1921) était un homme d'affaires et un homme politique qui fut sénateur et député fédéral du Nouveau-Brunswick, au Canada.

## Biographie
James Domville est né en 1842 à Belize City au Honduras britannique, où son père, militaire dans l'artillerie royale britannique, était en poste.
Domville, qui se destinait lui-même à une carrière militaire, suit des études à l'Académie militaire de Woolwich à Londres, à une école militaire à Bonn en Allemagne, et à l'École spéciale militaire de Saint-Cyr en France.
Toutefois, il se lance finalement dans les affaires en commençant son parcours professionnel en 1858 dans une compagnie commerciale britannique à la Barbade, mais déménage ensuite à Saint-Jean où il crée une compagnie d'import-export, la James Domville and Company, avec les Antilles britanniques. 
Il s'associe ensuite avec son futur beau-père et fonde plusieurs entreprises sous le nom de « Domville, Scovil and Company », puis « Coldbrook Rolling Mills Company » à la mort de ce dernier. Domville diversifie de plus en plus ses activités, avec entre autres l'exploitation de pétrole dans le Comté d'Albert et la fondation d'une banque à Saint-Jean, et les étend également hors de la province avec l'Ontario et même l'Ouest canadien.
C'est en 1872 qu'il se lance en politique en étant élu le 12 octobre à la Chambre des communes en tant que député conservateur de la circonscription de King's. Il sera réélu deux fois en 1874 et en 1878, mais sera ensuite battu consécutivement cinq fois, toujours par George Eulas Foster, aux élections de 1882 (juin et novembre), 1885, 1887 et 1891 en tant que candidat indépendant. Il se rallie finalement aux libéraux et retrouve son siège le 23 juin 1896, mais est à nouveau battu en 1900.
Outre sa charge fédérale, il s'engage aussi en politique locale en étant élu Echevin au conseil municipal de Saint-Jean de 1877 à 1880. 
Parallèlement, il entre au 8e régiment de cavalerie du Nouveau-Brunswick en 1878 et en devient le commandant le 2 juillet 1881 grâce à sa formation militaire. De caractère difficile, il se fait de nombreux ennemis et doit faire face à des accusations de détournement de fonds militaires par George Eulas Foster, son adversaire politique direct, et à des accusations liées à des abus d'alcool et à des écarts de conduite par Edward Thomas Henry Hutton, officier général commandant de la milice du Canada. Il est toutefois innocenté mais démissionne tout de même en août 1899.
Après son ultime défaite aux élections fédérales de 1900, il parvient néanmoins à être nommé sénateur par Wilfrid Laurier le 20 avril 1903, poste qu'il occupera jusqu'à sa mort en 1921.
James Domville est mort en 1921 à Rothesay, sa ville de résidence.